# Sonja Sutter

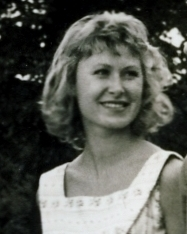
Sonja Sutter (1958)

Sonja Ingrid Emilie Hanna Sutter (* 17. Januar 1931 in Freiburg im Breisgau; † 2. Juni 2017 in Baden, Niederösterreich) war eine deutsche Film- und Theaterschauspielerin, die vor allem durch ihr Engagement am Burgtheater in Wien Bekanntheit erlangte.

## Leben

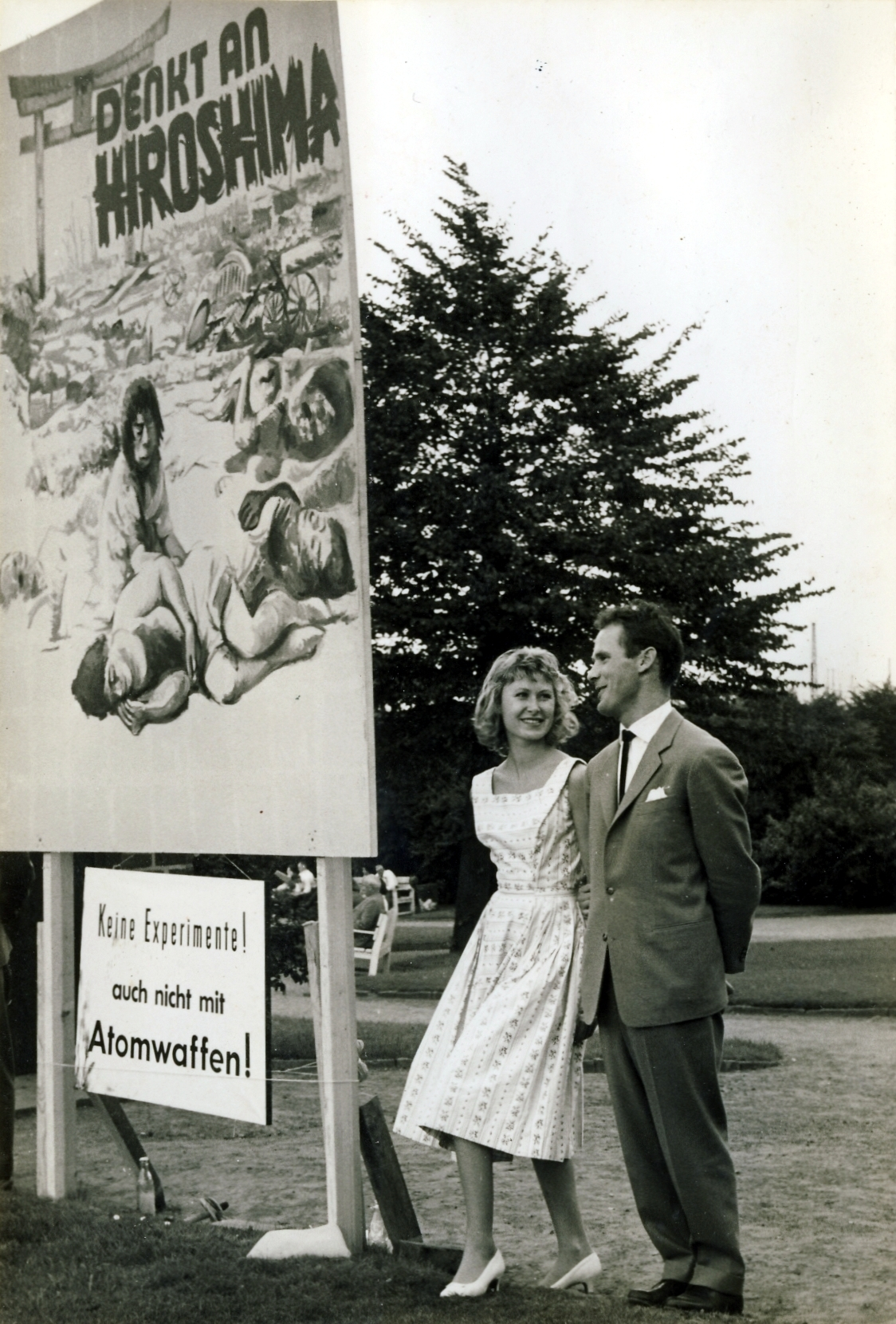
Sonja Sutter und Günther Tabor 1958 auf einer Mahnwache gegen Atomwaffen

Obwohl Sonja Sutter die Rudolf-Steiner-Schule in Freiburg wegen des Krieges nur mit einer eingeschränkten Schulausbildung beendete, studierte sie später Griechisch und Latein. Zu dieser Zeit reifte in ihr der Entschluss, Schauspielerin zu werden.
Ihr Bühnendebüt gab sie 1950 am Stadttheater Freiburg, später arbeitete sie in Stuttgart, am Hamburger Schauspielhaus und am Staatstheater in München. Bei Probeaufnahmen für einen Heimatfilm von und mit Luis Trenker wurde der DEFA-Regisseur Slatan Dudow auf Sutter aufmerksam und konnte sie für seinen Spielfilm Frauenschicksale (1952) engagieren, in dem sie die Hauptrolle spielte.
Es folgten ab 1953 schließlich auch Filmangebote aus dem Westen Deutschlands. Sutter war somit eine der wenigen Künstlerinnen der damaligen Zeit, die auf beiden deutschen Staatsgebieten arbeitete. Ihren großen Durchbruch und den damit verbundenen Erfolg hatte sie aber mit DEFA-Produktionen, vor allem mit der 1957 entstandenen Literaturverfilmung Lissy, einem mehrfach prämierten Werk, das ihr Bekanntheit in Ostdeutschland verschaffte. 1961 verlor sie mit dem Bau der Berliner Mauer die Möglichkeit, an weiteren DEFA-Filmen mitzuwirken.
1959 folgte sie einem Ruf an das Burgtheater in Wien, dem sie über 40 Jahre angehörte. Auch trat sie bis Anfang der 1990er Jahre regelmäßig bei den Salzburger Festspielen auf und übernahm Gastrollen an deutschsprachigen Bühnen, wie beispielsweise dem Hamburger Schauspielhaus, der Deutschen Oper am Rhein in Düsseldorf, dem Zürcher Schauspielhaus oder bei den Festspielen in Bregenz und Bad Hersfeld.
Sonja Sutter wirkte seit Anfang der 1960er Jahre fast ausschließlich in Fernsehproduktionen mit – Kinofilme blieben die Ausnahme, darunter 1976 der Bergman-Film Das Schlangenei, der zugleich Sutters letzte Kinoarbeit werden sollte. Seit 1975 trat sie immer wieder als Episodendarstellerin in bekannten Kriminalserien wie Derrick und Der Alte auf. 2005 war sie zum letzten Mal vor der Kamera zu sehen.
Sie lebte in Wien, war mit einem Arzt verheiratet und hatte eine Tochter, die Schauspielerin Carolin Fink.
Ihr schriftlicher Nachlass befindet sich im Archiv der Akademie der Künste in Berlin.

## Filmografie
- 1952: Frauenschicksale
- 1954: Meines Vaters Pferde I. Teil Lena und Nicoline
- 1955: Das Schweigen im Walde
- 1955: Star mit fremden Federn
- 1955: Die Barrings
- 1956: Johannisnacht
- 1956: Drei Birken auf der Heide
- 1957: Minna von Barnhelm (Fernsehfilm)
- 1957: Lissy
- 1957: Mr. Cheneys Ende (Fernsehfilm)
- 1957: Der Geisterzug (Fernsehfilm)
- 1958: Tatort Berlin
- 1958: Sie kannten sich alle
- 1958: Der Lotterieschwede
- 1961: Die Verschwörung des Fiesco zu Genua (Fernsehfilm)
- 1961: Jedermann
- 1962: Lumpazivagabundus (Fernsehfilm)
- 1963: Elektra (Fernsehfilm)
- 1963: Ein Dorf ohne Männer (Fernsehfilm)
- 1964: Heinrich VI. (Fernsehfilm)
- 1964: Die letzte Folge (Fernsehfilm)
- 1965: Onkel Wanja – Szenen aus dem Landleben (Fernsehfilm)
- 1968: Schmutzige Hände (Fernsehfilm)
- 1970: Jedermann (Fernsehfilm)
- 1970: Nachbarn (Fernsehfilm)
- 1976: Wir pfeifen auf den Gurkenkönig (Kinderfilm)
- 1976: Der Kommissar: Der Held des Tages (Fernsehserie)
- 1976: Ich will leben
- 1976: Die Wildente
- 1978: Heidi, 5 Episoden (Fernsehserie)
- 1979: Der Alte – (Folge 24: Lippmann wird vermisst)
- 1980: Die weiße Stadt (Fernsehfilm)
- 1981: Tatort: Mord in der Oper (Fernsehreihe)
- 1982: Der Alte – (Folge 58: Tote Lumpen jagt man nicht)
- 1983: Derrick: Die Tote in der Isar (Fernsehserie)
- 1983: Jedermann (Fernsehfilm)
- 1984: Der Alte – (Folge 82: Fluchthilfe)
- 1985: Der Alte – (Folge 96: Wiederholungstäter)
- 1985: Der Marquis von Keith (Fernsehfilm)
- 1986: Derrick: Die Rolle seines Lebens
- 1987: Wer erschoss Boro?, 3 Episoden (Fernsehserie)
- 1988: Der Alte – (Folge 129: Brief eines Toten)
- 1989: Der Alte – (Folge 140: Bahnhofsbaby)
- 1990: Wilhelm Tell (Fernsehfilm)
- 1991: Der Alte – (Folge 157: Das Gericht)
- 1991: Derrick: Ein stiller Mord
- 1992: Derrick: Mord im Treppenhaus
- 1993: Der Alte – (Folge 183: Korruption)
- 1995: Lieben wie gedruckt, 11 Episoden (Fernsehserie)
- 1995: Derrick: Eines Mannes Herz
- 1998: Derrick: Mama Kaputtke
- 2000: Der Alte: – (Folge 262: Der Schatten des Todes)
- 2003: Schlosshotel Orth: Falsche Fährten (Fernsehserie)
- 2005: Der Alte: – (Folge 306: Der Nachruf)

## Auszeichnungen
- 1964: Schauspielerin des Jahres für ihre Interpretation der Maggie in Arthur Millers Nach dem Sündenfall
- 1970: Verleihung des Titels „Kammerschauspielerin“ am Burgtheater Wien
- 1976: Förderungspreis zur Kainz-Medaille
- 2002: Goldenes Ehrenzeichen für Verdienste um das Land Wien[3]